# Sanctuaire Tchimpounga

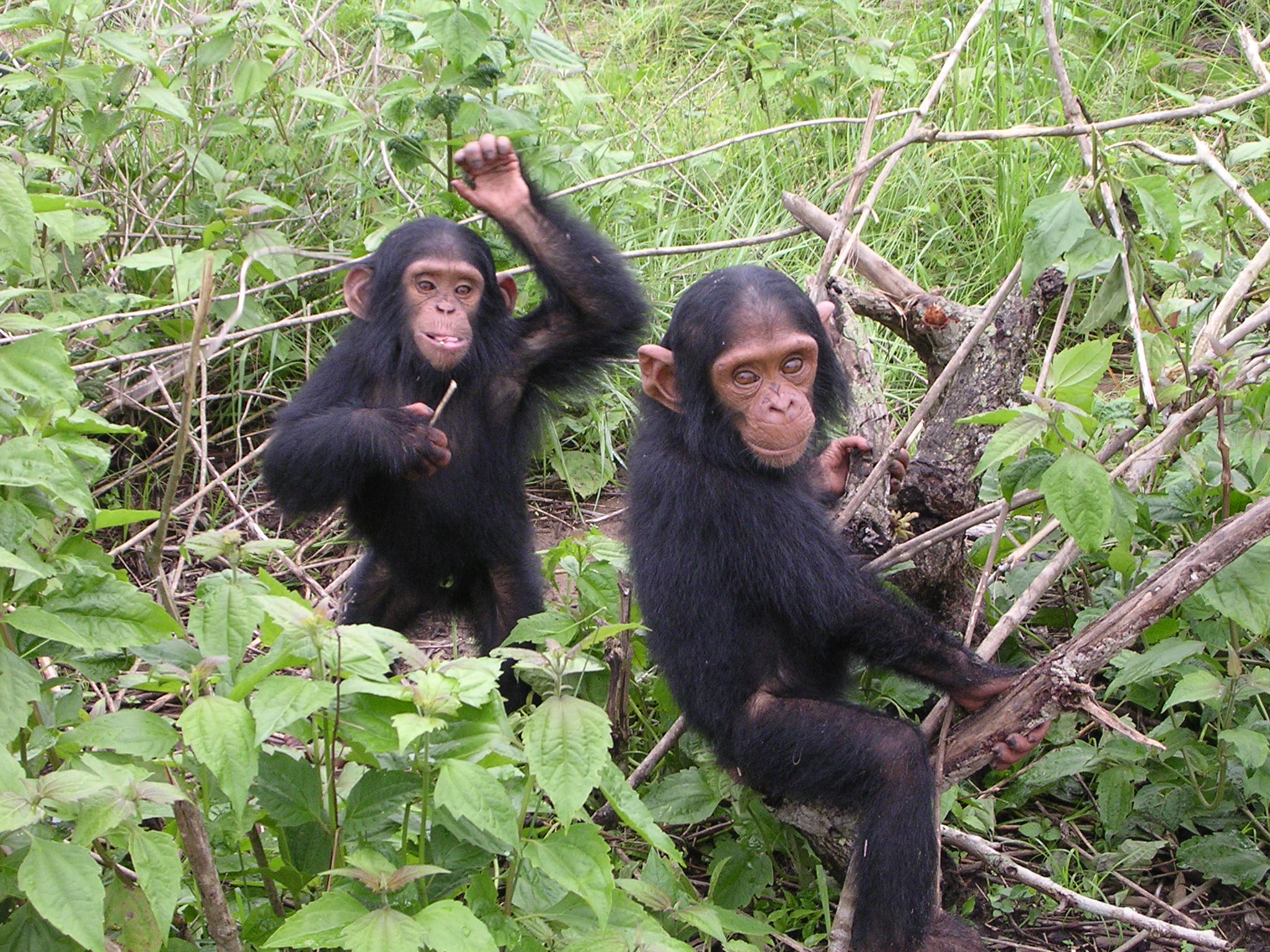
Jeunes chimpanzés du sanctuaire Jane Goodall de Tchimpounga (Congo Brazzaville).

Le sanctuaire Tchimpounga, également connu sous le nom de Centre de Réhabilitation des chimpanzés de Tchimpounga, fondé en 1992 par la primatologue Jane Goodall, est situé en République du Congo, dans le département du Kouilou, dans la plaine côtière de la savane et de la forêt à 50 km au nord de Pointe-Noire, ainsi que sur trois îles (Ngombe, Tchinbebe et Tchindzoulou) du fleuve Kouilou-Niari, sur une superficie de 70 km2.
Il s'agit du plus grand sanctuaire de chimpanzés sur le continent africain. Il a mené des recherches pour comparer le partage des aliments et l'inhibition sociale chez les chimpanzés et les bonobos,. 
Le sanctuaire est un refuge dans le bassin du Congo pour les chimpanzés orphelins laissés par les chasseurs de viande de brousse ; les autorités livrent les jeunes animaux après les avoir confisqués aux vendeurs. 
Le sanctuaire est membre de l'Alliance panafricaine des sanctuaires. 